# Liste der Nummer-eins-Hits in Irland (2020)
Dies ist eine Liste der Nummer-eins-Hits in Irland im Jahr 2020. Sie basiert auf den offiziellen Top 100 der irischen Single- und Albumcharts, die im Auftrag der Irish Recorded Music Association (IRMA) erstellt werden.

## Singles
| ← 2019 ← | Liste der Nummer-eins-Hits in Irland | Liste der Nummer-eins-Hits in Irland     | Liste der Nummer-eins-Hits in Irland | 2021 →                    |
| \| Zeitraum \| Wo. ges. \| Interpret \| Titel Autor(en) \| Zusätzliche Informationen \| \| (Zeitraum, Wochen auf Platz eins, Interpret, Titel, Autor[en], zusätzliche Informationen) \| \| \| \| \| \| ----------------------------------------------------------------------------------------- \| -------- \| ---------------------------------------- \| ----------------------------------------------------------------------------------------------------------------------------------------------------------------------------------- \| ------------------------- \| \| 29. November 2019 – 23. Januar 2020 8 Wochen \| 8 \| Lewis Capaldi \| Before You Go Lewis Capaldi, Ben Kohn, Pete Kelleher, Phil Plested, Tom Bames \| – \| \| 24. Januar 2020 – 30. Januar 2020 1 Woche \| 1 \| Eminem feat. Juice Wrld \| Godzilla Marshall Mathers, Jarad Higgins, David Doman, Luis Resto, A. Villasana \| – \| \| 31. Januar 2020 – 20. Februar 2020 3 Wochen (insgesamt 4) \| 4 \| The Weeknd \| Blinding Lights Abel Tesfaye, Ahmad Balshe, Jason Quenneville, Max Martin, Oscar Holter \| – \| \| 21. Februar 2020 – 27. Februar 2020 1 Woche \| 1 \| Billie Eilish \| No Time to Die Billie Eilish, Finneas O’Connell \| – \| \| 28. Februar 2020 – 5. März 2020 1 Woche (insgesamt 4) \| 4 \| The Weeknd \| Blinding Lights Abel Tesfaye, Ahmad Balshe, Jason Quenneville, Max Martin, Oscar Holter \| – \| \| 6. März 2020 – 30. April 2020 8 Wochen \| 8 \| Saint Jhn \| Roses Carlos St. John Phillips, Lee Stanshenko \| – \| \| 1. Mai 2020 – 14. Mai 2020 2 Wochen \| 2 \| Drake \| Toosie Slide Aubrey Graham, Ozan Yildirim \| – \| \| 15. Mai 2020 – 28. Mai 2020 2 Wochen (insgesamt 8) \| 8 \| DaBaby feat. Roddy Ricch \| Rockstar Jonathan Kirk, Rodrick Moore Jr., Ross Portaro IV \| – \| \| 29. Mai 2020 – 4. Juni 2020 1 Woche \| 1 \| Lady Gaga & Ariana Grande \| Rain on Me Stefani Germanotta, Ariana Grande, Nija Charles, Rami Yacoub, Michael Tucker, Martin Bresso, Alexander Ridha, Matthew Burns \| – \| \| 5. Juni 2020 – 16. Juli 2020 6 Wochen (insgesamt 8) \| 8 \| DaBaby feat. Roddy Ricch \| Rockstar Jonathan Kirk, Rodrick Moore Jr., Ross Portaro IV \| – \| \| 17. Juli 2020 – 23. Juli 2020 1 Woche \| 1 \| Jawsh 685 & Jason Derulo \| Savage Love (Laxed – Siren Beat) Jacob Kasher Hindlin, Jason Derulo, Joshua Nanai, Philippe Greiss \| – \| \| 24. Juli 2020 – 27. August 2020 5 Wochen \| 5 \| Joel Corry feat. MNEK \| Head & Heart Joel Corry, Lewis Thompson, Neave Applebaum, Robert Harvey, John Courtidis, Daniel Dare, Uzoechi Emenike, Leo Kalyan \| – \| \| 28. August 2020 – 17. September 2020 3 Wochen \| 3 \| Cardi B feat. Megan Thee Stallion \| WAP Belcalis Almanzar, Megan Pete, James Foye III, Austin Owens, Frank Rodriguez \| – \| \| 18. September 2020 – 15. Oktober 2020 4 Wochen \| 4 \| 24kGoldn feat. Iann Dior \| Mood Golden Von Jones, Michael Olmo, Keegan Bach, Omer Fedi, Blake Slatkin \| – \| \| 16. Oktober 2020 – 29. Oktober 2020 2 Wochen \| 2 \| Paul Woolford & Diplo feat. Karren Lomax \| Looking for Me Naji Kareen Lomax, Paul Woolford, Philip Meckseper, Thomas Wesley Pentz \| – \| \| 30. Oktober 2020 – 19. November 2020 3 Wochen \| 3 \| Ariana Grande \| Positions Angelina Barrett, Tommy Brown, Nija Charles, Steven Franks, Ariana Grande, London Tyler Holmes, James Jarvis \| – \| \| 20. November 2020 – 26. November 2020 1 Woche \| 1 \| Billie Eilish \| Therefore I Am Billie Eilish, Finneas O’Connell \| – \| \| 27. November 2020 – 3. Dezember 2020 1 Woche (insgesamt 2) \| 2 \| Meduza feat. Dermot Kennedy \| Paradise Dermot Joseph Kennedy, Luca De Gregorio, Mattia Vitale, Simone Giani, Joshua Alexander Grimmett, Connor Blake Manning, Daniel Caplen, Gerard David O’Connell, Wayne Hector \| – \| \| 4. Dezember 2020 – 31. Dezember 2020 4 Wochen \| 4 \| Dermot Kennedy \| Giants Stephen Kozmeniuk, Scott Harris, Dermot Kennedy \| – \| |                                      |                                          | |                           |
| ← 2019 |                                      |                                          | | → 2021 →                  |
| Zeitraum | Wo. ges.                             | Interpret                                | Titel Autor(en) | Zusätzliche Informationen |
| (Zeitraum, Wochen auf Platz eins, Interpret, Titel, Autor[en], zusätzliche Informationen) |                                      |                                          | |                           |
| 29. November 2019 – 23. Januar 2020 8 Wochen | 8                                    | Lewis Capaldi                            | Before You Go Lewis Capaldi, Ben Kohn, Pete Kelleher, Phil Plested, Tom Bames | –                         |
| 24. Januar 2020 – 30. Januar 2020 1 Woche | 1                                    | Eminem feat. Juice Wrld                  | Godzilla Marshall Mathers, Jarad Higgins, David Doman, Luis Resto, A. Villasana | –                         |
| 31. Januar 2020 – 20. Februar 2020 3 Wochen (insgesamt 4) | 4                                    | The Weeknd                               | Blinding Lights Abel Tesfaye, Ahmad Balshe, Jason Quenneville, Max Martin, Oscar Holter                                                                                             | –                         |
| 21. Februar 2020 – 27. Februar 2020 1 Woche | 1                                    | Billie Eilish                            | No Time to Die Billie Eilish, Finneas O’Connell | –                         |
| 28. Februar 2020 – 5. März 2020 1 Woche (insgesamt 4) | 4                                    | The Weeknd                               | Blinding Lights Abel Tesfaye, Ahmad Balshe, Jason Quenneville, Max Martin, Oscar Holter                                                                                             | –                         |
| 6. März 2020 – 30. April 2020 8 Wochen | 8                                    | Saint Jhn                                | Roses Carlos St. John Phillips, Lee Stanshenko | –                         |
| 1. Mai 2020 – 14. Mai 2020 2 Wochen | 2                                    | Drake                                    | Toosie Slide Aubrey Graham, Ozan Yildirim | –                         |
| 15. Mai 2020 – 28. Mai 2020 2 Wochen (insgesamt 8) | 8                                    | DaBaby feat. Roddy Ricch                 | Rockstar Jonathan Kirk, Rodrick Moore Jr., Ross Portaro IV | –                         |
| 29. Mai 2020 – 4. Juni 2020 1 Woche | 1                                    | Lady Gaga & Ariana Grande                | Rain on Me Stefani Germanotta, Ariana Grande, Nija Charles, Rami Yacoub, Michael Tucker, Martin Bresso, Alexander Ridha, Matthew Burns                                              | –                         |
| 5. Juni 2020 – 16. Juli 2020 6 Wochen (insgesamt 8) | 8                                    | DaBaby feat. Roddy Ricch                 | Rockstar Jonathan Kirk, Rodrick Moore Jr., Ross Portaro IV | –                         |
| 17. Juli 2020 – 23. Juli 2020 1 Woche | 1                                    | Jawsh 685 & Jason Derulo                 | Savage Love (Laxed – Siren Beat) Jacob Kasher Hindlin, Jason Derulo, Joshua Nanai, Philippe Greiss                                                                                  | –                         |
| 24. Juli 2020 – 27. August 2020 5 Wochen | 5                                    | Joel Corry feat. MNEK                    | Head & Heart Joel Corry, Lewis Thompson, Neave Applebaum, Robert Harvey, John Courtidis, Daniel Dare, Uzoechi Emenike, Leo Kalyan                                                   | –                         |
| 28. August 2020 – 17. September 2020 3 Wochen | 3                                    | Cardi B feat. Megan Thee Stallion        | WAP Belcalis Almanzar, Megan Pete, James Foye III, Austin Owens, Frank Rodriguez | –                         |
| 18. September 2020 – 15. Oktober 2020 4 Wochen | 4                                    | 24kGoldn feat. Iann Dior                 | Mood Golden Von Jones, Michael Olmo, Keegan Bach, Omer Fedi, Blake Slatkin | –                         |
| 16. Oktober 2020 – 29. Oktober 2020 2 Wochen | 2                                    | Paul Woolford & Diplo feat. Karren Lomax | Looking for Me Naji Kareen Lomax, Paul Woolford, Philip Meckseper, Thomas Wesley Pentz                                                                                              | –                         |
| 30. Oktober 2020 – 19. November 2020 3 Wochen | 3                                    | Ariana Grande                            | Positions Angelina Barrett, Tommy Brown, Nija Charles, Steven Franks, Ariana Grande, London Tyler Holmes, James Jarvis                                                              | –                         |
| 20. November 2020 – 26. November 2020 1 Woche | 1                                    | Billie Eilish                            | Therefore I Am Billie Eilish, Finneas O’Connell | –                         |
| 27. November 2020 – 3. Dezember 2020 1 Woche (insgesamt 2) | 2                                    | Meduza feat. Dermot Kennedy              | Paradise Dermot Joseph Kennedy, Luca De Gregorio, Mattia Vitale, Simone Giani, Joshua Alexander Grimmett, Connor Blake Manning, Daniel Caplen, Gerard David O’Connell, Wayne Hector | –                         |
| 4. Dezember 2020 – 31. Dezember 2020 4 Wochen | 4                                    | Dermot Kennedy                           | Giants Stephen Kozmeniuk, Scott Harris, Dermot Kennedy | –                         |

## Alben
| ← 2019 ← | Liste der Nummer-eins-Hits in Irland | Liste der Nummer-eins-Hits in Irland | Liste der Nummer-eins-Hits in Irland    | 2021 →                    |
| \| Zeitraum \| Wo. ges. \| Interpret \| Titel \| Zusätzliche Informationen \| \| (Zeitraum, Wochen auf Platz eins, Interpret, Titel, zusätzliche Informationen) \| \| \| \| \| \| ------------------------------------------------------------------------------ \| -------- \| ----------------- \| --------------------------------------- \| ------------------------- \| \| 27. Dezember 2019 – 9. Januar 2020 2 Wochen (insgesamt 25) \| 25 \| Dermot Kennedy \| Without Fear \| – \| \| 10. Januar 2020 – 23. Januar 2020 2 Wochen (insgesamt 15) \| 15 \| Lewis Capaldi \| Divinely Uninspired to a Hellish Extent \| – \| \| 24. Januar 2020 – 30. Januar 2020 1 Woche \| 1 \| Eminem \| Music to Be Murdered By \| – \| \| 31. Januar 2020 – 27. Februar 2020 4 Wochen (insgesamt 15) \| 15 \| Lewis Capaldi \| Divinely Uninspired to a Hellish Extent \| – \| \| 28. Februar 2020 – 5. März 2020 1 Woche \| 1 \| BTS \| Map of the Soul: 7 \| – \| \| 6. März 2020 – 12. März 2020 1 Woche \| 1 \| Hudson Taylor \| Loving Everywhere I Go \| – \| \| 13. März 2020 – 19. März 2020 1 Woche (insgesamt 15) \| 15 \| Lewis Capaldi \| Divinely Uninspired to a Hellish Extent \| – \| \| 20. März 2020 – 26. März 2020 1 Woche \| 1 \| Niall Horan \| Heartbreak Weather \| – \| \| 27. März 2020 – 2. April 2020 1 Woche \| 1 \| The Weeknd \| After Hours \| – \| \| 3. April 2020 – 23. April 2020 3 Wochen \| 3 \| Dua Lipa \| Future Nostalgia \| – \| \| 24. April 2020 – 30. April 2020 1 Woche \| 1 \| Gerry Cinnamon \| The Bonny \| – \| \| 1. Mai 2020 – 7. Mai 2020 1 Woche (insgesamt 25) \| 25 \| Dermot Kennedy \| Without Fear \| – \| \| 8. Mai 2020 – 14. Mai 2020 1 Woche \| 1 \| Drake \| Dark Lane Demo Tapes \| – \| \| 15. Mai 2020 – 28. Mai 2020 2 Wochen (insgesamt 15) \| 15 \| Lewis Capaldi \| Divinely Uninspired to a Hellish Extent \| – \| \| 29. Mai 2020 – 4. Juni 2020 1 Woche \| 1 \| KSI \| Dissimulation \| – \| \| 5. Juni 2020 – 18. Juni 2020 2 Wochen \| 2 \| Lady Gaga \| Chromatica \| – \| \| 19. Juni 2020 – 25. Juni 2020 1 Woche \| 1 \| Liam Gallagher \| MTV Unplugged (Live at Hull City Hall) \| – \| \| 26. Juni 2020 – 2. Juli 2020 1 Woche \| 1 \| Bob Dylan \| Rough and Rowdy Ways \| – \| \| 3. Juli 2020 – 9. Juli 2020 1 Woche (insgesamt 25) \| 25 \| Dermot Kennedy \| Without Fear \| – \| \| 10. Juli 2020 – 16. Juli 2020 1 Woche (insgesamt 6) \| 6 \| Pop Smoke \| Aim for the Stars, Shoot for the Moon \| – \| \| 17. Juli 2020 – 30. Juli 2020 2 Wochen \| 2 \| Juice Wrld \| Legends Never Die \| – \| \| 31. Juli 2020 – 6. August 2020 1 Woche (insgesamt 4) \| 4 \| Taylor Swift \| Folklore \| – \| \| 7. August 2020 – 13. August 2020 1 Woche \| 1 \| The Coronas \| True Love Waits \| – \| \| 14. August 2020 – 27. August 2020 2 Wochen (insgesamt 4) \| 4 \| Taylor Swift \| Folklore \| – \| \| 28. August 2020 – 3. September 2020 1 Woche \| 1 \| The Killers \| Imploding the Mirage \| – \| \| 4. September 2020 – 10. September 2020 1 Woche (insgesamt 4) \| 4 \| Taylor Swift \| Folklore \| – \| \| 11. September 2020 – 17. September 2020 1 Woche (insgesamt 25) \| 25 \| Dermot Kennedy \| Without Fear \| – \| \| 18. September 2020 – 8. Oktober 2020 3 Wochen (insgesamt 6) \| 6 \| Pop Smoke \| Aim for the Stars, Shoot for the Moon \| – \| \| 9. Oktober 2020 – 15. Oktober 2020 1 Woche \| 1 \| Gavin James \| Boxes \| – \| \| 16. Oktober 2020 – 29. Oktober 2020 2 Wochen (insgesamt 6) \| 6 \| Pop Smoke \| Aim for the Stars, Shoot for the Moon \| – \| \| 30. Oktober 2020 – 5. November 2020 1 Woche \| 1 \| Bruce Springsteen \| Letter to You \| – \| \| 6. November 2020 – 12. November 2020 1 Woche \| 1 \| Ariana Grande \| Positions \| – \| \| 13. November 2020 – 19. November 2020 1 Woche \| 1 \| Little Mix \| Confetti \| – \| \| 20. November 2020 – 26. November 2020 1 Woche \| 1 \| AC/DC \| Power Up \| – \| \| 27. November 2020 – 3. Dezember 2020 1 Woche \| 1 \| BTS \| Be \| – \| \| 4. Dezember 2020 – 11. Februar 2021 10 Wochen (insgesamt 25) \| 25 \| Dermot Kennedy \| Without Fear \| – \| |                                      |                                      |                                         |                           |
| ← 2019 |                                      |                                      |                                         | → 2021 →                  |
| Zeitraum | Wo. ges.                             | Interpret                            | Titel                                   | Zusätzliche Informationen |
| (Zeitraum, Wochen auf Platz eins, Interpret, Titel, zusätzliche Informationen) |                                      |                                      |                                         |                           |
| 27. Dezember 2019 – 9. Januar 2020 2 Wochen (insgesamt 25) | 25                                   | Dermot Kennedy                       | Without Fear                            | –                         |
| 10. Januar 2020 – 23. Januar 2020 2 Wochen (insgesamt 15) | 15                                   | Lewis Capaldi                        | Divinely Uninspired to a Hellish Extent | –                         |
| 24. Januar 2020 – 30. Januar 2020 1 Woche | 1                                    | Eminem                               | Music to Be Murdered By                 | –                         |
| 31. Januar 2020 – 27. Februar 2020 4 Wochen (insgesamt 15) | 15                                   | Lewis Capaldi                        | Divinely Uninspired to a Hellish Extent | –                         |
| 28. Februar 2020 – 5. März 2020 1 Woche | 1                                    | BTS                                  | Map of the Soul: 7                      | –                         |
| 6. März 2020 – 12. März 2020 1 Woche | 1                                    | Hudson Taylor                        | Loving Everywhere I Go                  | –                         |
| 13. März 2020 – 19. März 2020 1 Woche (insgesamt 15) | 15                                   | Lewis Capaldi                        | Divinely Uninspired to a Hellish Extent | –                         |
| 20. März 2020 – 26. März 2020 1 Woche | 1                                    | Niall Horan                          | Heartbreak Weather                      | –                         |
| 27. März 2020 – 2. April 2020 1 Woche | 1                                    | The Weeknd                           | After Hours                             | –                         |
| 3. April 2020 – 23. April 2020 3 Wochen | 3                                    | Dua Lipa                             | Future Nostalgia                        | –                         |
| 24. April 2020 – 30. April 2020 1 Woche | 1                                    | Gerry Cinnamon                       | The Bonny                               | –                         |
| 1. Mai 2020 – 7. Mai 2020 1 Woche (insgesamt 25) | 25                                   | Dermot Kennedy                       | Without Fear                            | –                         |
| 8. Mai 2020 – 14. Mai 2020 1 Woche | 1                                    | Drake                                | Dark Lane Demo Tapes                    | –                         |
| 15. Mai 2020 – 28. Mai 2020 2 Wochen (insgesamt 15) | 15                                   | Lewis Capaldi                        | Divinely Uninspired to a Hellish Extent | –                         |
| 29. Mai 2020 – 4. Juni 2020 1 Woche | 1                                    | KSI                                  | Dissimulation                           | –                         |
| 5. Juni 2020 – 18. Juni 2020 2 Wochen | 2                                    | Lady Gaga                            | Chromatica                              | –                         |
| 19. Juni 2020 – 25. Juni 2020 1 Woche | 1                                    | Liam Gallagher                       | MTV Unplugged (Live at Hull City Hall)  | –                         |
| 26. Juni 2020 – 2. Juli 2020 1 Woche | 1                                    | Bob Dylan                            | Rough and Rowdy Ways                    | –                         |
| 3. Juli 2020 – 9. Juli 2020 1 Woche (insgesamt 25) | 25                                   | Dermot Kennedy                       | Without Fear                            | –                         |
| 10. Juli 2020 – 16. Juli 2020 1 Woche (insgesamt 6) | 6                                    | Pop Smoke                            | Aim for the Stars, Shoot for the Moon   | –                         |
| 17. Juli 2020 – 30. Juli 2020 2 Wochen | 2                                    | Juice Wrld                           | Legends Never Die                       | –                         |
| 31. Juli 2020 – 6. August 2020 1 Woche (insgesamt 4) | 4                                    | Taylor Swift                         | Folklore                                | –                         |
| 7. August 2020 – 13. August 2020 1 Woche | 1                                    | The Coronas                          | True Love Waits                         | –                         |
| 14. August 2020 – 27. August 2020 2 Wochen (insgesamt 4) | 4                                    | Taylor Swift                         | Folklore                                | –                         |
| 28. August 2020 – 3. September 2020 1 Woche | 1                                    | The Killers                          | Imploding the Mirage                    | –                         |
| 4. September 2020 – 10. September 2020 1 Woche (insgesamt 4) | 4                                    | Taylor Swift                         | Folklore                                | –                         |
| 11. September 2020 – 17. September 2020 1 Woche (insgesamt 25) | 25                                   | Dermot Kennedy                       | Without Fear                            | –                         |
| 18. September 2020 – 8. Oktober 2020 3 Wochen (insgesamt 6) | 6                                    | Pop Smoke                            | Aim for the Stars, Shoot for the Moon   | –                         |
| 9. Oktober 2020 – 15. Oktober 2020 1 Woche | 1                                    | Gavin James                          | Boxes                                   | –                         |
| 16. Oktober 2020 – 29. Oktober 2020 2 Wochen (insgesamt 6) | 6                                    | Pop Smoke                            | Aim for the Stars, Shoot for the Moon   | –                         |
| 30. Oktober 2020 – 5. November 2020 1 Woche | 1                                    | Bruce Springsteen                    | Letter to You                           | –                         |
| 6. November 2020 – 12. November 2020 1 Woche | 1                                    | Ariana Grande                        | Positions                               | –                         |
| 13. November 2020 – 19. November 2020 1 Woche | 1                                    | Little Mix                           | Confetti                                | –                         |
| 20. November 2020 – 26. November 2020 1 Woche | 1                                    | AC/DC                                | Power Up                                | –                         |
| 27. November 2020 – 3. Dezember 2020 1 Woche | 1                                    | BTS                                  | Be                                      | –                         |
| 4. Dezember 2020 – 11. Februar 2021 10 Wochen (insgesamt 25) | 25                                   | Dermot Kennedy                       | Without Fear                            | –                         |